# Palača Charlottenhof
Palača Charlottenhof ali dvorec Charlottenhof (nemško Schloss Charlottenhof) je nekdanja kraljeva palača jugozahodno od palače Sanssouci v parku Sanssouci v Potsdamu v Nemčiji. Najbolj znan je kot poletna rezidenca prestolonaslednika Friderika Viljema (kasneje pruskega kralja Friderika Viljema IV.). Danes ga vzdržuje Fundacija pruskih palač in vrtov Berlin-Brandenburg.
Palača Charlottenhof in njen okoliški park sta v okrožju Brandenburger Vorstadt v okrožju Westliche Vorstädte v Potsdamu. Ker je v bližini parka Sanssouci, je del sistema palač in parkov Berlin-Potsdam.

## Pregled
Območje parka z različnimi stavbami sega v 18. stoletje. Potem ko je večkrat zamenjal lastnika, je pruski kralj Friderik Viljem III. kupil zemljišče, ki meji južno na park Sanssouci, in ga za božič leta 1825 podaril svojemu sinu Frideriku Viljemu in njegovi ženi Elisabeth Ludoviki.
Prestolonaslednik je zadolžil arhitekta Karla Friedricha Schinkla za preoblikovanje že obstoječe kmečke hiše in projekt je bil dokončan z nizkimi stroški od leta 1826 do 1829. Na koncu je Schinkel s pomočjo svojega študenta Ludwiga Persiusa zgradil majhno neoklasicistično hišo - palačo na temeljih stare kmečke hiše v podobi rimske vile.
Z načrti, ki jih je ustvaril sam, je umetniško nagnjeni prestolonaslednik sodeloval pri načrtovanju palače in okoliškega parka. To poletno rezidenco je imenoval Siam, ki je takrat veljal za »deželo svobodnih«, sebe pa v šali »arhitekt siamske hiše«.
Uradno sta bila palača in park imenovana Charlottenhof v čast Marije Charlotte von Gentzkow, ki je bila lastnica posesti od 1790 do 1794.
Notranjost desetih sob je še vedno v veliki meri nedotaknjena. Pohištvo, ki ga je večinoma oblikoval sam Schinkel, je izjemno preprosto in kultivirano.
Najbolj izrazit prostor palače je šotorišče, oblikovano po šotoru rimskega cezarja. V šotorski sobi so tako strop kot stene okrašeni z modro-belimi črtastimi tapetami, okenske obloge ter posteljni šotor in prevleke pa nadaljujejo ta dizajn. Soba je bila uporabljena kot spalnica za spremljevalce in goste.
Zdi se, da se modro-bela tema nadaljuje na okenskih polknih palače v znak spoštovanja do bavarske dediščine takratne prestolonaslednice Elisabeth.
Med letoma 1835 in 1840 je bil povabljen raziskovalec in svetovni popotnik Alexander von Humboldt, ki je v poletnih mesecih bival v šotorski sobi.

## Arhitektura
Palača Charlottenhof se predstavlja s poševno, rahlo rustikalno kletjo z nizkimi, neokrašenimi okni. Okna v zgornjem nadstropju so precej višja. S širokimi poševnimi robovi in lahko, ravno streho temeljijo na starodavnih modelih. Okna so okrašena tudi z balustradami in polkni, pobarvanimi v modre odtenke, ki se nanašajo na bavarsko poreklo princese Elizabete. Osrednja rizalita zahodnega in vzhodnega pročelja stavbe sta okronana z dvokapnico in med seboj povezana z ravno dvokapno streho.
Na zahodnem pročelju – vhodni strani gradu – je osrednji rizalit oblikovan v monumentalni portal. Glavni vhod, uokvirjen s širokim starinskim okvirjem, je razdeljen na dva vhoda in dve strešni okni s tremi pravokotnimi stebri in spominja na spomenik Thrasyllos (320 pr. n. št.) v Atenah, ki ga je Schinkel uporabil kot model za Kraljevo gledališče na Gendarmenmarktu. Friz lovorovih vencev pod sprednjim delom se nanaša na spomenik Thrasyllos v rekonstrukciji iz leta 1762, ki sta jo izvedla James Stuart in Nicholas Revett, poznana Schinklu. Nad glavnim vhodom se vije ornament akantove vinske trte. Zatrep je okronan z akroteriji iz palmet. Osrednji rizalit glavnega vhoda na vzhodnem pročelju gradu ustreza klasičnemu portiku z dorskim stebrnim redom, ki stavbo odpira na vrtno stran in teraso.
Strogo fasadno zasnovo rahlja polkrožno zaključen erker na severni strani. Navdih za to apsidno izboklino, njeno uporabo kot spalnico in razporeditev treh oken bi se lahko vrnili v Diomedovo vilo v Pompejih. To je edina znana italijanska vila iz cesarskega obdobja, ki ima takšno polkrožno spalnico z nišo in tremi okni. Schinkel je septembra 1817 obsežno obiskal Pompeje in zagotovo obiskal tamkajšnjo izkopano Diomedovo vilo.

## Park Charlottenhof
Krajinski arhitekt Peter Joseph Lenné je bil zadolžen za načrtovanje vrtov Charlottenhof.
Prvotno ravno in delno močvirnato območje je popolnoma poustvaril v angleški park z drevesi, trato in vodnimi elementi. Povezal je tudi nov park v Charlottenhofu s starejšim v Sanssouciju iz časa Friderika Velikega.

## Svetovna dediščina
Od leta 1990 je palača Charlottenhof del Unescove svetovne dediščinePalače in parki v Potsdamu in Berlinu. Palačo upravlja Stiftung Preußische Schlösser und Gärten Berlin-Brandenburg.